# Onthophagus rougonorum
Onthophagus rougonorum là một loài bọ cánh cứng trong họ Bọ hung (Scarabaeidae).